# Миколай Янович Кезгайло
Миколай Янович Кезгайло (лит. Mikalojus Kęsgaila; бл. 1451—1512) — литовський боярин з роду Кезгайлів, маршалок земський (з 1509 р.), син Яна Кезгайла.
Після смерті батька отримав у спадщину Крожів, Дяволтву, Дворець, Єльну та ін. Від тітки Мілохни також отримав частку Налібок.
Мав трьох дітей:
- Миколай (бл. 1495—1529)
- Барбара (бл. 1500—1550) — дружина Андрея Завіші.
- Ганна (1505—1554) — дружина Станіслава Шемета.